# Karl Wartenburg
Karl Wartenburg (* 13. November 1826 in Leipzig; † 24. April 1889 in Gera) war ein deutscher Schriftsteller und Politiker.

## Leben
Als angeblicher unehelicher Sohn eines Grafen von Wartenburg geboren, studierte Wartenburg nach Besuch des Gymnasiums Rutheneum in Gera Rechtswissenschaften in Leipzig. Während seines Studiums wurde er 1847 Mitglied der Leipziger Burschenschaft. Im Mai 1849 schloss er sich einer studentischen Freischar an, beteiligte sich an den Kämpfen zur Verteidigung der Reichsverfassung und kämpfte bei Rendsburg für die nationale Befreiung Schleswig-Holsteins. 1849 war er Redakteur der Allgemeinen politischen Geraer Volks-Zeitung und wurde im selben Jahr wegen seiner Beteiligung an der Revolution 1848/49 zu 2½ Jahren verurteilt, kam jedoch aufgrund einer Amnestie früher frei. Er wurde Mitarbeiter der Gartenlaube. 1851 legte er sein juristisches Examen ab, konzentrierte sich aber aufgrund seiner Vorstrafe auf seine Tätigkeiten als Schriftsteller und Journalist. Nachdem er sich in der Geraer Kommunalpolitik betätigt hatte, wurde er 1871 bis 1889 Abgeordneter des Landtages des Fürstentums Reuß jüngerer Linie, dessen Vizepräsident er war. Er gehörte der Deutschen Fortschrittspartei (DFP) an. 1874 bis 1884 war er Gründer und erster Redakteur des Geraischen Tageblatts.

## Ehrungen
- In Gera befindet sich ein Gedenkobelisk; eine Straße wurde nach ihm benannt.

## Veröffentlichungen (Auswahl)
- Die Väter der Stadt. Leipzig 1859.
- Neue Propheten. Leipzig 1863.
- An trüben Tagen. Leipzig 1868.
- Der Zweck heiligt das Mittel, sozial-politischer Roman aus der Gegenwart. Stuttgart 1874.
- Die Schauspieler des Kaisers. Leipzig 1878.
- „Frei ist der Bursch.“ Roman aus Deutschlands Sturm und Drangzeit. Varsel i.O. 1901.